# 七连屿
七连屿是指西沙群岛中七个（事实上有十个）相邻不远的岛屿，这七座岛礁紧密相联，相隔很近，犹如珍珠一般串在一起。它们属于宣德群岛中宣德环礁的北半部。它与宣德环礁南部的永兴岛-石岛所在礁盘相隔仅约4海里，遥相呼应。是西沙群岛的渔民集聚地之一。

## 名稱
七连屿最初得名于七个小岛：赵述岛、北島、中島、南島、北沙洲、中沙洲、南沙洲，面积都约为0.4平方公里，各岛大小相近、呈长串分布而且距离相当，各岛都是绿色的植被被一圈白色的沙滩包围，镶嵌在清澈的海水中，因此“七连屿”是一个非常形象的称谓。原本中方對北島和中島有意要連在一起，但工程最後被暫緩，改成攔砂堤。

## 沙洲
在这七个岛礁的西端，相隔较远的位置，有一个较晚形成的大型沙洲，尚无植被，即西沙洲，虽为沙洲，比七连屿多数岛屿面积都大。西沙洲从距离来看较为独立，但它和赵述岛地处同一个礁盘之上，而七连屿其它岛礁都在另一个礁盘上，两个礁盘之间由一个狭窄的水道（赵述门）隔开。
在这七个岛礁的南端，有两个新形成的很小的沙洲，分别是东新沙洲、西新沙洲，使得七连屿拥有了十个岛礁。
在风浪作用下，七连屿的构成仍在继续变化。现今东新沙洲已消失，在中岛和南岛之间、靠近南岛（即三峙）的位置新增一个较大的沙洲三峙仔，因此岛礁总数仍为十。